# Caïn, aventures des mers exotiques
Caïn, aventures des mers exotiques (frei übersetzt  Kain – Abenteurer in exotischen Meeren, in Deutschland auch unter dem Titel Cain) ist ein französischer Abenteuerfilm von Léon Poirier aus dem Jahr 1930. In der Titelrolle ist Thomy Bourdelle zu sehen, der einen Heizer spielt, der unzufrieden mit dem ist, was er tut und von seiner Arbeitsstelle, einem Schiff, flieht. Er strandet auf einer Insel und lebt dort mit einem einheimischen Mädchen zusammen bis zu dem Zeitpunkt, als er entschlossen ist, in die Zivilisation zurückzukehren.

## Handlung
Auf dem Indischen Ozean ist ein Schiff unterwegs, auf dem sich Menschen befinden, die sich vergnügen, aber auch Menschen, die für das Vergnügen der anderen schuften müssen. Unter Letzteren befindet sich auch der Heizer Cain, der das ihm vorbestimmte Schicksal nicht weiter hinnehmen will. Teile eines Gesprächs, das er zufällig hört, bringen ihn dazu, eine Brieftasche aus einem Wandtresor zu entwenden und in eine Reisetasche zu packen, die er ebenfalls an sich nimmt. Anschließend lässt er sich mit einem Seil ins Wasser hinab, um ein Boot zu besteigen, das einer der Eingeborenen längs des Schiffes hat liegen lassen. Als der Morgen naht, sieht er das Schiff nicht mehr. Er stellt fest, dass die Brieftasche eine ganz schön hohe Geldsumme enthält, die Reisetasche allerdings nichts in seinen Augen Nützliches, außer vielleicht einer Browning. Cain ist erst einmal zufrieden und sicher, dass nun ein neues Leben für ihn beginnen wird. Erschöpft schläft er ein. Als er wieder erwacht, hat die Strömung das Boot weit weg von der zuvor sichtbaren Küste getrieben. Nahezu zehn Tage ist Cain nun der fast unerträglichen Hitze ausgesetzt. Da sein Trinkwasser nur einige Tage vorhält, muss er damit rechnen, dass seine Flucht ins Ungewisse mit seinem Tod endet.
Cains Schicksal wendet sich, als der Wind, der fast zehn Tage abwesend war, sein Boot gegen Felsen treibt, auch wenn das erst einmal eine schmerzhafte Erfahrung für ihn wird, die ihn ohnmächtig werden lässt. Als er wieder erwacht findet er sich in einer paradiesischen Umgebung wieder. Ein Baum versorgt ihn mit frischen Früchten und in den breiten Flächen von Pflanzen findet er trinkbares Regenwasser. Langsam erholt er sich und beschließt sodann, zu erkunden, wo er sich eigentlich befindet. Zwischen Cycas, Schraubenpalmen, Bananenstauden, Zuckerrohr und Maniokpalmen bahn er sich einen Weg, ohne dass er irgendwo auf menschliche Spuren stößt. Vögel, Chamäleons und Schildkröten kreuzen seinen Weg. Als er dann Knochenreste entdeckt, vermutet er, dass diese von einem Missionar stammen könnten. Bücher mit religiösen Themen, die er findet, interessieren ihn nicht, da sind Aufzeichnungen, aus denen er herauslesen kann, dass er sich auf eine unbewohnten Insel befindet, schon interessanter. Hin und wieder lassen sich hier wohl Nomaden sehen, die in der Gegend fischen.
Nun hat Cain das, was er wollte, ein neues Leben, ein völlig neues. Im Bewusstsein, dass das gestohlene Geld hier wertlos ist, vergräbt er Brief- und Reisetasche. Für ihn heißt es jetzt so zu leben, wie der allererste Mensch. So wird aus dem kleine Rädchen in einer mitleidlosen Gesellschaft ein König der Natur. Cain findet sein seelisches Gleichgewicht wieder und fühlt sich frei wie niemals zuvor in seinem Leben. Er baut sich eine Hütte, schafft es Feuer zu entzünden und schmiedet Waffen, mit denen er jagt und fischt. Trotzdem fühlt er sich oft einsam. Zwei kleine Äffchen können ihm menschliche Nähe nicht ersetzen. Schweren Herzens entschließt Cain sich, das defekte Boot zu reparieren, um die Insel zu verlassen. Gerade an dem Morgen, als er aufbrechen will, hört er Rufe. Dann sieht er dunkelhäutige Menschen, die sich an seinem Boot zu schaffen machen. Er weiß nicht, ob er sich einem Kampf stellen soll, immerhin sind sie zu fünft und er ist allein. Dann hört er andere Stimmen und sogar Gesang, es sind Frauenstimmen. Er ist nur noch von dem Willen getrieben, eine Frau zu besitzen. Und so raubt er eine, erinnert sich an die mitgenommene Browning, schießt und verletzt einen der Männer, woraufhin die anderen ebenso wie weitere Frauen in Panik fliehen.
Cain bleibt gemeinsam mit der geraubten Frau auf der Insel zurück. Ihr Name ist Zouzour und im Lauf der Zeit schenkt sie ihm zwei Kinder. Sein Glück endet, als eines der Kinder, sein Sohn, von einer giftigen Schlange gebissen wird und stirbt. Der Schmerz lässt ihn erneut das Grab des Missionars aufsuchen. Diesmal blättert er in einem der seinerzeit verschmähten Bücher und stellt fest, dass es sich um ein Gebetbuch handelt. Nach und nach meldet sich sein Gewissen, das ihm sagt, er habe gestohlen, er sei ein Dieb. Seine innere Ruhe findet er schon länger nicht mehr. Er achtet darauf, ob er einen Dampfer am Horizont auftauchen sieht, als es so weit ist, und weiße Menschen die Insel besuchen, begrüßt er diese, als seien sie seine Befreier. Er kümmert sich weder um Zouzour noch um sein noch lebendes Kind, sondern denkt nur noch daran, das gestohlene Gut zurückzugeben und wieder einmal daran, ein neues Leben zu beginnen, nämlich das eines anständigen Menschen unter zivilisierten anderen Menschen.
Kaum aber, dass er das Schiff bestiegen hat, muss er erkennen, dass sich nichts geändert hat. Der Kapitän beglückwünscht ihn zwar zu seinem Entschluss und lobt auch, dass er bereut, was er getan hat, schickt ihn dann jedoch hinunter in den Kesselraum. Cain kann nicht glauben, dass er wieder an dem Punkt ist, wo er schon einmal war – dasselbe Gefangenenleben. Als Cain dann auch noch Nachrichten aus dem Radio hört, die nur von Katastrophen in der Welt handeln, wie Streiks, Hunger, Elend, Arbeitslosigkeit, Straßenkrawalle und Not an allen Ecken und Enden, fasst er einen Entschluss, nein dorthin will er nicht zurückkehren. Schon hört er den Heulton der Schiffssirene und springt entschlossen ins Meer, um zu seiner Insel zurückzukehren, zu Zouzour und seinem Kind, ihm ist klar geworden, dort ist sein Glück.

## Produktion, Veröffentlichung
Die Compagnie Universelle Cinématographique (CUC), Paris, produzierte den Film. Die Dreharbeiten fanden auf der vor Madagaskar gelegenen Insel Nosy Be statt. Als Co-Autor und Co-Regisseur von Léon Poirier trat der spätere französische Filmregisseur, Drehbuchautor und Toningenieur Emil-Edwin Reinert in Erscheinung. Er assistierte Poirier. Die Begleitmusik wurde vom Orchester der Pariser Oper unter Leitung von J. E. Szyfer eingespielt. Die Tonaufnahmen unterlagen dem System-Gaumont-Petersen-Paulsen. Der Verleih des Films für Österreich erfolgte durch Europa-Film Wien VII.
Die Premiere des Films fand am 28. November 1930 in Paris statt. In Österreich und Deutschland war der Film im darauffolgenden Jahr erstmals unter dem Titel Cain zu sehen. In Schweden wurde er am 13. Februar 1931 unter dem Titel Zou-Zou från solens land veröffentlicht, in Ungarn am 26. November 1931 unter dem Titel Kain und in den Vereinigten Staaten am 17. Januar 1932. Dort lief er unter den Titeln Rama, Rama, the Cannibal Girl und Savage Bride. Veröffentlicht wurde der Film zudem in Griechenland unter dem Titel Neos Rovinson, in Italien unter dem Titel Caino und im Vereinigten Königreich unter dem Titel Cain.

## Kritik
Eric Schaefer schrieb in seinem Buch: „Mutig! Gewagt! Schockierend! Wahr! Eine Geschichte der Ausbeutungsfilme.“